# أراجوز

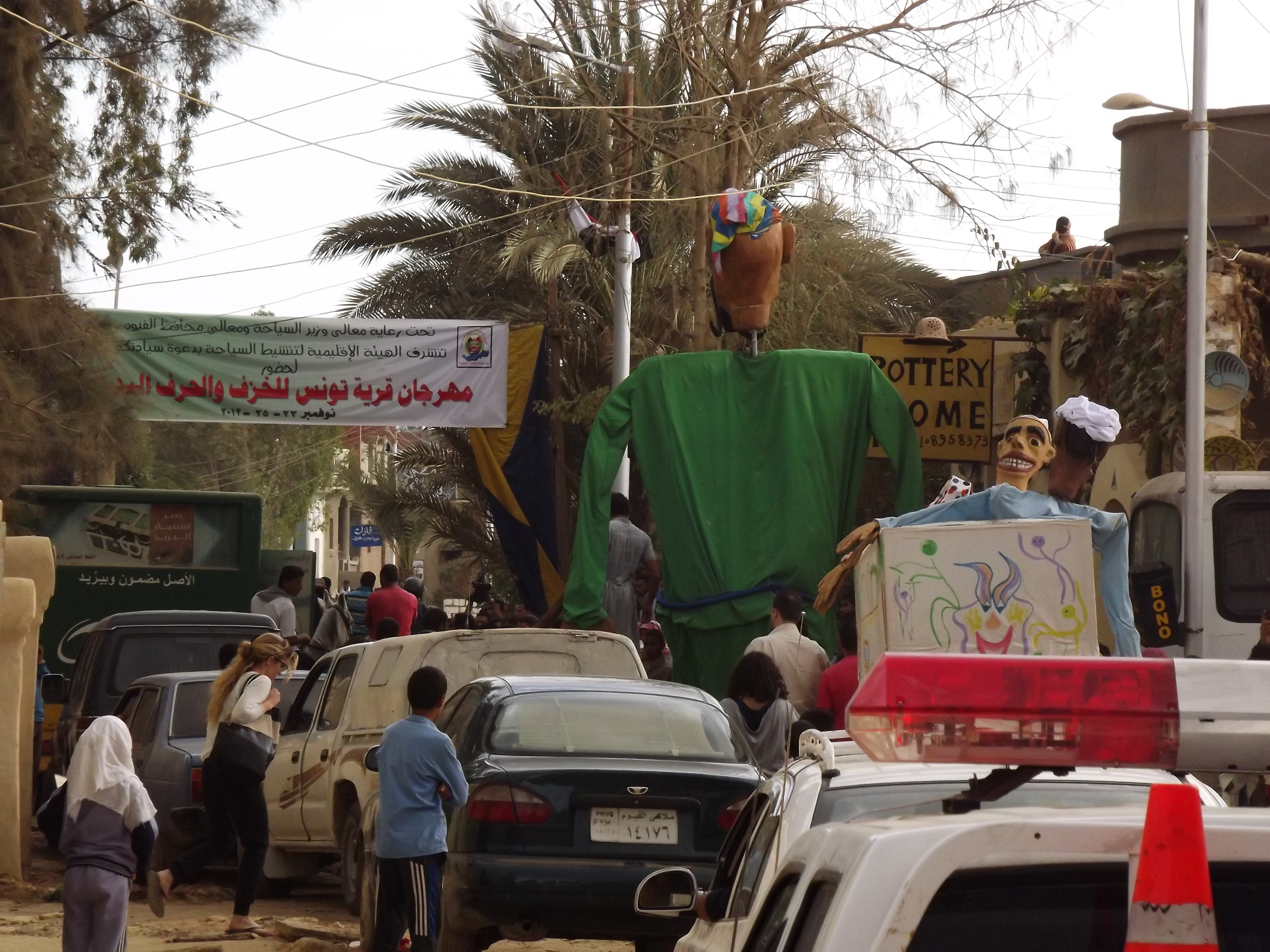
أراجوزات في مهرجان بالفيوم

أراجوز أو قراقوز هي كلمة ذات أصل تركي لكلمة «قره قوز» والتي تتكون من مقطعين هما «قره» بمعنى سوداء و«قوز» بمعنى عين، وبذلك يصبح المعنى العام لكلمة «قره قوز» هو «ذو العين السوداء» وذلك دلالة علي سوداوية النظر على الحياة.

## نبذة
الأراجوز هو أحد الأشكال التي تنتمي لما يعرف باسم (مسرح العرائس) وهو على وجه الدقة عبارة عن دمية قفاز، حيث نجد رأسه مصنوع من خامة خفيفة وصلبة كالخشب، مرسوم عليه وجه ذو تعبيرات حادة، وينتهي من أعلى بـ«طرطور أحمر اللون». أما وسط الدمية «الأراجوز» وصدره فهما عبارة عن جلباب أحمر طويل، ويداه قطعتان من الخشب.
ويتم التحكم في تحريك الدمية «الأراجوز»، عن طريق اليد حيث يستطيع اللاعب أن يحرك رأسه بإصبع السبابة. وتختفي يد اللاعب كاملة داخل جلباب الأراجوز الأحمر. وهذه هي آلية تحريك دمية الأراجوز.

## شكل المسرح
أما عن شكل المسرح، ينقسم مسرح الأراجوز إلى مساحتين «داخلية وخارجية». فمن الخارج هو عبارة عن عربة على هيئة متوازى مستطيلات، رسم وكتب عليها من المساحتين الكبيرتين وأحد الأوجه الصغيرة صور للأراجوز وبعض الشخصيات التي تشاركه في تمثيلياته، أما واجهة العربة فتحتوي على باب تحجب ما بداخله ستارة سوداء، ويرتفع عن الأرض مسافة 60 سم، ويصل ما بين المستويين سلم خشبي ذو ثلاث درجات.
و تقف العربة على أربع عجلات وهي متنقلة بين الأحياء الشعبية حسب الموالد والأعياد، أما إذا نظرنا إلى العربة من الداخل، فهي عبارة عن مسرح بكل معايير البناء المسرحي في أبسط أشكاله، فهو عبارة عن منطقتين أساسيتين تفصلهما مسافة خالية.
المنطقة الأولى هي منطقة اللعب أو التمثيل وهي مقسمة بدورها إلى جزئين تفصلهما مسافة أيضا: الجزء الأيمن وهو المكان الذي يجلس به المساعد وطبلته، والجزء الثاني «الأيسر» خاص بالأراجوز ولاعبه.
هذا الجزء عبارة عن جانب من الخشب مواجه للمتفرج على ارتفاع حوالي مترا. والجانب الآخر مفتوح يواجه المساعد ولا يرى ما بداخله المتفرج، أما الجانبان الآخران فأولهما الجانب الأيسر للعربة، وأخرهما خلفية العربة.
أما عن منطقة الفرجة فهي عبارة عن صفوف من الأرائك بينهما مسافة تسع رجل أو صبي، وهناك مسافة فاصلة بين المنطقتين تساعد الحضور على رؤية الأراجوز.

## النصية والارتجال
النصوص الدرامية الخاصة بمسرح الأراجوز تكون ما بين النصية والارتجال، حيث هناك مجموعة من النصوص الدرامية تظل في ذاكرة اللاعبين، فهم يتوارثون هذه النصوص المسرحية جيلا وراء جيل، ولاعبا وراء لاعب، وقد يتم هذا النقل الشفاهي من أب إلي ابنه، أو من معلم إلي أحد الصبية المساعدين. وهذا النقل يمكن أن يكون مجهول المصدر بمعنى لا يعرف اللاعب من هو مؤلف هذا النص حتي وإن تناقله مع غيره من اللاعبين.
و لكن هذا الحفظ الشفهي لا يخلو من الأداء الخاص حيث يقدم اللاعب ما حفظه عن طريق الارتجال العفوي الفوري، ويتم تحديد موضوع هذا الارتجال عاملان وهما:
1. طبيعة التمثيلية المقدمة.
2. ظروف تلقى العملية الفنية.

## الخصائص الدرامية لمسرح الأراجوز
أولا : الموضوع المعالج
يتناول الأراجوز موفقا دراميا أساسيا في معظم عروضه التمثيلية، وهو موقف غالبا ما يكون بسيطا ومتمثلا في أن الأراجوز يكون في حالة من السعادة والنشوة يعبر عنهما عن طريق القفشات والغناء مع صديقه «ويكون المساعد غالبا» ولكن لا يدوم هذا الحال طويلا، حيث يصطدم بشخصية مدعية في أغلب الأحوال تعكر صفوه.
يستطيع الأراجوز أن يزيح هذه الشخصية التي تعكر صفوه، وذلك باستخدام عصاته، ليعود إلي نشوته وسعادته عن طريق الغناء مرة أخرى.
ثانيا: تنميط الشخصيات 
إن نماذج الشخصيات التي تتوافر في مسرح الأراجوز مثل «الاراجوز، زوجته، ابنه، الشحات، البربريى، الحانوتي، الشاويش، الحرامي... وغيرهم».
و هي في حقيقة الأمر مجموعة من الأنماط حيث يتميز كل منها بمجموعة من السمات
- فالأراجوز إنسان بسيط لا يريد سوى أن يعيش كما يهوى، ويكره التعالى والكذب -وإن اضطر إلي ذلك أحيانا- ، حاد الطباع، ساخر، عنيد. إنه نموذج لابن البلد في مصر.

- الزوجة: دائما ما تكون الشاكية من زوجها، الجاهلة، الذكية، الثرثارة، العنيدة، وكذلك هي نموذج للمرأة السيئة.

- الشحاذ: نجد نموذج الشحاذ الكذاب، المخادع، كثير الطلبات، لذا يمكن القول أن هذه الأنماط، وعلاقاتها فيما بينها تفرض علي المبدع الشعبي تركيب مواقف تتناسب معها.

ثالثا : الإيحاء بالزمان والمكان
إن مسرح الأراجوز غالبا ما يوحى لنا بالزمان والمكان دون أن يجسدهما في الفقرة الحوارية أو الصورة المرئية، فنجد في تمثيلية «الأراجوز والبربرى» -علي سبيل المثال- أن الأراجوز يكرر محاولة استرجاع العصا في فترات متباعدة زمنيا وإن كانت اللحظة المعاشة في إطار العرض لا تتعدي الدقيقة. واخبار المساعد للأراجوز بإن البرابرى سأل عنه منذ ثلاثة أيام رغم أنه لم تمر سوى لحظات علي سؤال البربرى عن الأراجوز، وفي جميع عروض مسرح الأراجوز لا توجد ديكورات تحدد هوية المكان أو نوعية العرض المقدم، وإنما نجد خلفية واحدة ذات لون واحد هو الأسود تجمع العروض جميعها.
رابعا : اللغة
بدرامات الأراجوز يتم استخدام مفردات اللغة العامية والتي تختلف بأختلاف لهجات أصحابها، فمثلا البربرى يتحدث بلغة أهل السودان لفظا ونطقا، والصعيدي يتكلم بلهجة أهل الصعيد، أما الأراجوز فيتحدث بمفردات أهل القاهرة.
خامسا : الطابع الملهوى الساخر
إن أغلب عروض مسرح الأراجوز، عروض تنتمي إلي الطابع الملهوى، وذلك للاسباب الأتية
1- كثرة القفشات والنكات طوال العرض.
2- البطل «الأراجوز» يستطيع أن ينعم بحريته بعد أن يحاول البعض -و هم مثيرات الصراع الدرامي في هذه التمثيليات- تعكير صفو الأراجوز.
3- تنتهي أغلب التمثيليات نهاية سعيدة نظرا لإزاحة البطل للعقبات التي تحول دون العيش عيشة حرة.
4- الاعتماد علي مثيرات الضحك
- اللفظ وذلك كما يرد في نص «الأراجوز والشحاذ» حينما يقول له «أنا بقي هابلغ الشوتش» حيث أن كلمة " شوتش [11]" تناسب الكلاب ولا تناسب الإنسان.[12]

- الحركة ويتضح ذلك في اقتراب وابتعاد الأراجوز من الشحاذ في الوقت الذي يطلب به الشحاذ أن يقترب منه فقط.

- الموقف مثل الموقف الذي ينام فيه البربرى أثناء حراسة منزل الأراجوز، وحين يقترب منه الأخير ويستيقظ.

- الشخصية مثلا مثل شخصية الشحاذ يكاد يطلب كسرة خبز وشربة ماء، ولكنه سرعان ما يفضح نمطه فيطلب مأكولات معينة وكأنه سيد البيت، ونجد ذلك إيضا في نموذج الكسول الغبي «البربرى» الذي يعمل حارسا وينام أثناء الحراسة، ولا يتوالى عن ضرب سيده الأراجوز. ويساعد هذا بإعلاء قيمة الضحك بالأداء التمثيلي سريع الإيقاع.

سادسا : الشخصيات المضافة وعنصر الصراع
إن الأراجوز يبدأ في حالة من النشوة والسعادة والشعور بالحرية، ولكن سرعان ما يثقل قلبه بالأزمات مع حلول المضاف أو الزائر، حيث لا يتوائم الأراجوز مع هذا الوضع الجديد فيقوم بكل المحاولات كي يزيح هذا الزائر عن عالمه، ويحقق له ذلك في نهاية كل تمثيلية.

## أسلوب الأداء التمثيلي
طبيعة الأداء التمثيلي الذي يقوم بع اللاعب بمسرح الأراجوز، أداء غير مباشر في وجهته المرئية حيث يعتمد علي الدمية ومباشر في وجهته المسموعة -حيث صوت اللاعب.
و لما كانت الادوار المؤداة في المسرح أدوار مختلفة، كما في مسرحية «الأراجوز والشحاذ» حيث يقوم اللاعب بأداء دورى الأراجوز والشحاذ كاملين وحده، فإن هذا الأداء للأدوار المتعددة، يتطلب من اللاعب أن يفرق في أدائه التمثيلي المباشر «الصوتي» من ناحية ضبط إلقاء اللهجات المميزة لشخوص مسرحيته، والتحكم في كنه الصوت عند كل شخصية.
و لما كان هناك بعض المواقف الدرامية تقدم غناء، فإن اللاعب لابد وان يمتلك حسن الصوت، حتي يستطيع أن يجذب اهتمام متفرجيه، وذلك بأداء أغنية بصوت عال يفوق أصواتهم، ثم يمتعهم بأغنية الافتتاحية وبقية عرضه المسرحي .

### وظيفة الأداء التمثيلي
و يقوم أسلوب الأداء التمثيلي في مسرح الأراجوز علي الإيحاء لا الإيهام، فأسلوب التمثيل الإيحائي يعنى بأن ما يراه المتفرج ليس إلا لعبة مسرحية، أما أسلوب التمثيل الإيهامي فيقصد إلي اقناع المتفرج بأن ما يراه علي ساحة التمثيل هو واقع حقيقي ماثل أمام عينيه .
و يعتبر اختيار أسلوب الأداء التمثيلي اختيارا متوائما مع طبيعة البنية الدرامية للنص المسرحي الشفاهي الذي يقدمه اللاعب في مسرح الأراجوز، فالنص المعروض هنا يتوجه بشكل مباشر وصريح إلي المتفرج مع بداية العرض وتستمر هذه العلاقة المباشرة، والمعلنة لأسرار اللعبة وخفاياها، بنفس الدرجة طوال عرض المسرحية .
و ذلك لسببين مهمين:
- أولا: أن لاعب الأراجوز متمرس في أدائه، أمى، يجعل من مهنته حرفة يرتزق منها .
- ثانيا: اعتماد اللاعب علي أداة الخيال السحرية التي يمتلكها المتفرجون سواء من الصغار أو الكبار، فهم يرون دمية تتحرك وتتكلم وتقلدهم، لذلك فإن الإطار الجمالي للأداء التمثيلي لا يتعدي أكثر من محاولة اللاعب تقليد أنماط بشرية، وبعدها يتم إشراك المتفرج بالعملية الإبداعية وصنع العرض المسرحي.[14]

## المتفرج في المسرح الشعبي
يتمتع المتفرج بالمسرح الشعبي بخصوصية عن أنواع المسرح المختلفة، فمن حقه المشاركة بالعملية الإبداعية والعرض المسرحي المقدم، لتكوين العملية التمثيلية، فيبدأ بالتصفيق علي نغمات الأغاني لخلق نوع من الإيقاع، أو الرد علي إحدى الشخصيات المتكلمة أو يردد الأغاني مع الأراجوز أو المساعد، ومن حقه إيضا -إن استطاع ذلك- أن يقيم محاورة مع إحدى الشخصيات.